# Carlo Briani
Carlo Briani (Stra, 1 de março de 1955) é um ator e diretor ítalo-brasileiro.

## Biografia
Mudou-se com a família para o Brasil. Aos onze anos viveu novamente por alguns anos em seu país natal onde completou sua formação como ator frequentando a Academia Fersen de Artes Dramáticas de Roma e do Centro Experimental de Cinematografia de Roma. Depois de voltar ao Brasil, desempenhou vários papéis no teatro, cinema (importante sua atuação em Oriundi) e novelas (incluindo Os Imigrantes e Meus Filhos, Minha Vida). De 1988 a 1996 Carlo Briani foi diretor artístico do Telemontecarlo, TV do Estado do Principado de Mônaco, para a qual ele produziu varios programas como Appunti Disordinati di Viaggio, Clip-clip, Ho Fatto 13, Amigos Monstros; também foi responsável pela distribuição de algumas das mais famosas telenovelas brasileiras como Final Feliz, Guerra dos Sexos. De 1996 a 1997 foi diretor de produção dos programas Disney para a RAI.
É testimonial ininterruptamente desde 1997 dos produtos da indústria Bauducco (Pandurata) de fabricação de biscoitos e produtos de panificação, líder mundial na produção de panetones.

## Filmografia

### Televisão
- 1981 - Os Imigrantes .... Matteo
- 1982 - Avenida Paulista
- 1983 - Braço de Ferro .... Nello
- 1983 - Sabor de Mel .... Sérgio
- 1984 - Meus Filhos, Minha Vida .... Pedro Santos
- 1985 - A Guerra dos Farrapos .... Luigi Rossetti[1]
- 1986 - Roda de Fogo - Psiquiatra de Maura
- 1987 - Direito de Amar .... Rogério Reis
- 1998 - Estrela de Fogo .... Giuliano
- 1999 - Louca Paixão .... Domênico de Lucca
- 2000 - Marcas da Paixão ....dr. Motta
- 2001 - Pícara Sonhadora .... Gregório Rockfield[2]
- 2002 - Marisol .... Mariano Reis
- 2004 - A Escrava Isaura .... Conde de Campos
- 2005 - Essas Mulheres .... Rodrigo
- 2007 - Paraíso Tropical .... Evaristo
- 2008 - Casos e Acasos.... genro de Aristides
- 2008 - Casos e Acasos.... Péricles
- 2010 - Uma Rosa com Amor.... Dr. Egídio (Olegário)
- 2011 - Insensato Coração.... Delegado Rubens Guimarães
- 2011 - Força-Tarefa.... Coronel Félix
- 2014 - Chiquititas .... Pedro Ayala
- 2015 - Na Mira do Crime ....
- 2015 - Buuu - Um Chamado para a Aventura .... Airton[3]

### Cinema
| Ano  | Título                               | Personagem          |
| ---- | ------------------------------------ | ------------------- |
| 1983 | Jeitosa, Um Assunto Muito Particular | Patrão de Jeitosa   |
| 1984 | A Mulher-Serpente e a Flor           | Flávio              |
| 1998 | Oriundi                              | Empresário italiano |
| 2006 | Fuga e Cativeiro                     | Pai                 |
| 2007 | Estômago                             | Giovanni            |
| 2011 | A Mudança                            |                     |
| 2014 | O Duelo                              |                     |
| 2015 | Bem Casados                          | Pai da Noiva        |
| 2016 | História & Estórias                  | Coronel Marcondes   |

## Teatro
- “Tre Sorelle” – A. Fersen
- “Verra’ la Morte”  dir. A. Fersen
- “Un Bastone ed un Telo” – dir. A. Fersen e G. Strelher
- “Village New York” dir. Wolf Maia
- “Band Age” -  dir. José Possi Neto
- “Hamlet” –  dir. Márcio Aurélio
- “Amafeu de Brussó” – dir.  Zeno Wilde
- “Três Homens Baixos” –  dir. Fernando Guerreiro
- “Tal Pai Tal Filho” – dir. Enio Gonçalves
- “Perto do fogo” – dir. Nick Ayer
- “A Bruxa Morgana e o Enigma do Tempo” – de Claudia Borioni
- “ La Mamma” – dir. Carlos Thire’
- “ Nao sou Bistrot” – dir. Leo Stefanini